# Viktor Amadeus II.

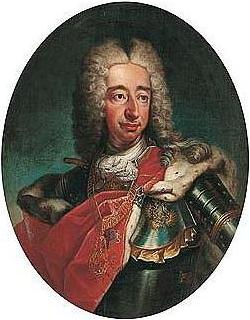
Viktor Amadeus II. (um 1720)

Viktor Amadeus II. (italienisch Vittorio Amedeo II.; * 14. Mai 1666 in Turin; † 31. Oktober 1732 in Moncalieri) war von 1675 bis 1730 Herzog von Savoyen, gleichzeitig von 1713 bis 1720 König von Sizilien und von 1720 bis 1730 König von Sardinien. Er begründete damit den Länderkomplex Sardinien-Piemont, aus dem 1861 das Königreich Italien hervorgehen sollte.

## Leben

### Jugend

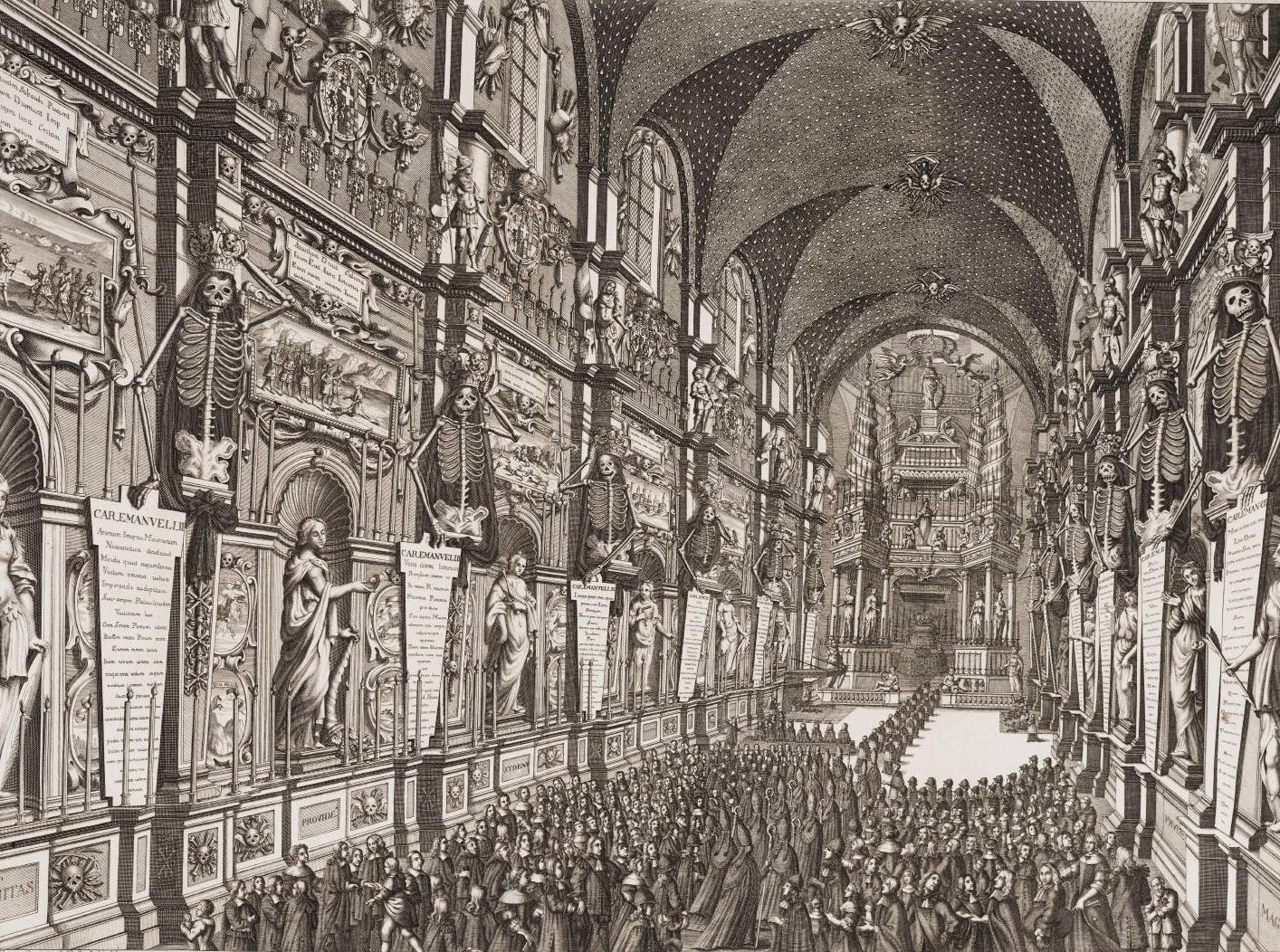
Beisetzungfeier für Herzog Karl Emanuel II, 1675

Viktor Amadeus war der Sohn von Herzog Karl Emanuel II. von Savoyen und dessen zweiter Gemahlin Maria Johanna von Savoyen. Als sein Vater am 12. Juni 1675 in Turin starb, war Vittorio Amadeo erst 9 Jahre alt und wurde nominell Herzog von Savoyen. Er stand aber, noch minderjährig, unter Vormundschaft seiner Mutter, die wiederum völlig unter dem Einfluss des französischen Botschafters agierte. Maria Johanna (1644–1724) führte eine Günstlingswirtschaft, der Markgraf von Pianezza war ihr erster Minister. 1676 erzwang Ludwig XIV. von Frankreich die Stellung eines savoyardischen Regimentes für seinen Raubkrieg gegen Holland. Savoyen wurde dafür im Frieden von Nimwegen entschädigt.
Das Verhältnis der ehrgeizigen Herzoginwitwe zu ihrem minderjährigen Sohn war angespannt, da sie versuchte, die Zügel auch nach seiner formalen Volljährigkeit 1680 in der Hand zu behalten. Da die erste Ehe ihrer Schwester Maria Francisca mit König Alfons VI. von Portugal kinderlos blieb und aus deren zweiter Ehe mit dessen jüngerem Bruder, König Peter II., nur eine Tochter, Infantin Isabella Louise Josepha (1668–1690), hervorging, versuchte Maria Johanna, ihren Sohn Viktor Amadeus mit dieser zu verheiraten. Viktor Amadeus war gegen das Projekt, denn er hätte in Portugal als Prinzgemahl leben müssen, während die Mutter weiter seine Stammlande regiert hätte.

### Machtübernahme und Hochzeit
Am 16. März 1684 erklärte sich Viktor Amadeus gemäß dem Hausgesetz für mündig und übernahm selbst die Regierung. Der Herzog erwies sich als jähzornig, resolut, durchtrieben, skrupellos, aber auch als gewiefter politischer Taktiker.

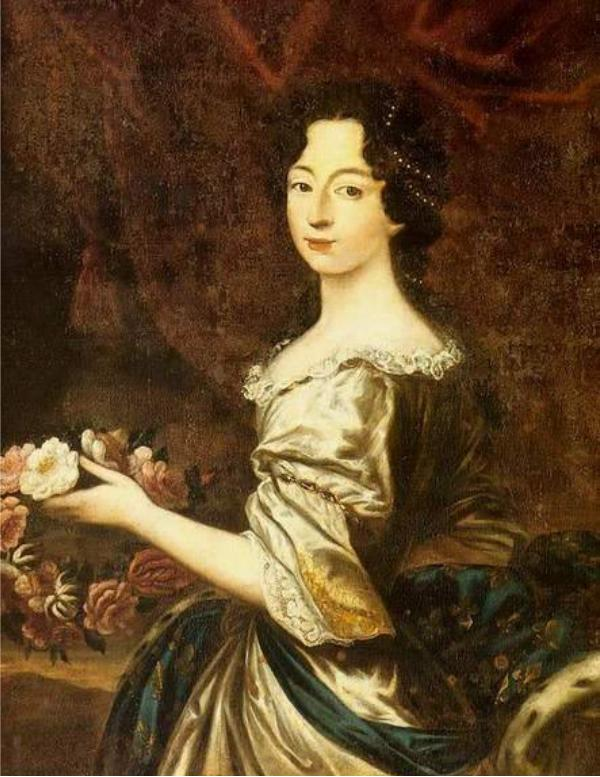
Anne Marie von Orléans kurz vor ihrer Hochzeit im Jahre 1684

Das schnell folgende Eheprojekt mit Anne Marie de Bourbon-Orléans (1669–1728) war auf Betreiben seiner Mutter zustande gekommen, die die profranzösische Politik fortsetzte. Anne Marie beugte sich widerspruchslos der Staatsräson und wurde am 10. April 1684 im Alter von 14 Jahren in der Kapelle von Schloss Versailles per procurationem verheiratet. Den Bräutigam vertrat Anne Maries Cousin, der junge Herzog von Maine, nachdem am Tag zuvor die offizielle Verlobungszeremonie vollzogen und der Heiratsvertrag unterschrieben worden war. Direkt nach der Hochzeitszeremonie reiste Anne Marie, begleitet von ausgewählten Ehrendamen des französischen Hofs, in Richtung Savoyen ab. Am 6. Mai traf sie in Le Pont-de-Beauvoisin ein, einem kleinen Ort am Fluss Guiers, der die Grenze zwischen der Dauphiné und dem Herzogtum Savoyen bildete. Dort traf sie erstmals persönlich auf Viktor Amadeus. Noch am gleichen Tag fand in der Kapelle von Chambéry die eigentliche Trauung durch den Bischof von Grenoble statt.
Auf Druck König Ludwigs XIV., der bereits 1685 mit dem Edikt von Fontainebleau den Protestantismus in Frankreich verboten hatte, musste nun auch Viktor Amadeus vom 31. Januar 1686 an den Protestantismus in seinem Herzogtum tilgen. Die Mehrheit der Waldenser wollte jedoch nicht weichen und stellte sich dem Kampf gegen französische und savoyardische Truppen: 3000 Waldenser verloren hierbei ihr Leben. Wer konnte, floh in der Folge aus Savoyen.
Um 1688 herum verliebte sich der Herzog in die junge Gräfin von Verrua, die sein Werben indessen lange zurückwies. Schließlich wurde sie aber doch – auch unter Zuraten von Ludwig XIV., der durch sie Einfluss auf Savoyen zu nehmen suchte – die offizielle Mätresse des Königs und bekam mit ihm zwei Kinder, die er 1701 legitimierte. Dennoch fühlte sich die Gräfin in ihrer Position nicht wohl. Deshalb floh sie am 4. Oktober 1700 mit Hilfe ihrer beiden Brüder und unter abenteuerlichen Umständen aus dem Piemont.

### Kriegsbeteiligungen

Belagerung von Turin, 1705

1690 verbündete sich Viktor Amadeus II. im Pfälzischen Erbfolgekrieg mit Spanien, dem habsburgischen Kaiser und dem Reich gegen Frankreich. Ludwig XIV. ernannte Marschall Nicolas de Catinat zum Kommandeur über die französische Armee in Oberitalien. Ohne die Ankunft der Kaiserlichen abzuwarten, marschierte der Herzog aus Turin ab und verschanzte sich bei Villa Franca. Catinat wich nach Cavore zurück. Catinat versuchte den Gegner durch verschiedene Manöver zu Fehlern zu verleiten. Durch eine Fehlinterpretation der gegnerischen Stellungen getäuscht, beendete der Herzog den Vormarsch und zog sich auf eine Defensivstellung in die Provinz Cuneo bei Revello zurück. Dort unterlagen die Savoyer am 18. August 1690 in der Schlacht bei Staffarda. Catinats Truppen nahmen darauf Susa, belagerten 1691 Nizza, Carmagnola und das Schloss Montmélian und eroberten den größten Teil von Savoyen-Piemont; allerdings blieb die Hauptstadt Turin unter der Kontrolle des Herzogs. 1692 drang Viktor Amadeus in einer Vergeltungsaktion in die Dauphiné ein und verwüstete dort das Land. 1693 wurde der Herzog in der Schlacht bei Marsaglia von den Franzosen erneut geschlagen und daraufhin gezwungen aus der Augsburger Liga auszutreten. 1696 musste er sich im Vertrag von Vigevano mit Frankreich verständigen.
Gegen das Hegemonialstreben Ludwigs XIV. gründete sich am 7. September 1701 auf Betreiben Englands die Haager Große Allianz. Im Spanischen Erbfolgekrieg stand Viktor Amadeus anfangs auf Seiten von Frankreich, wechselte aber 1703 zum Kaiser. 1704 geriet der Herzog von Savoyen unter starken Druck der in Piemont einmarschierenden französischen Armeen unter Marschall Vendôme und General Feuillade. 1705 begann die Belagerung von Turin, doch bei der für das Haus Savoyen schicksalhaften Schlacht bei Turin (7. September) siegte Viktor Amadeus nicht zuletzt dank der militärischen Hilfe der kaiserlichen Truppen unter Führung seines Cousins Prinz Eugen von Savoyen. Die Franzosen erlitten dabei hohe Verluste und wurden aus dem Land verjagt. Für den Sieg bei Turin ließ der Herzog auf dem östlich der Stadt gelegenen Superga-Hügel die gleichnamige Basilika errichten, die später als Grabstätte des Hauses Savoyen diente.
1707 hatte er nominell den Oberbefehl beim Kriegszug des Prinzen Eugen nach Toulon.
1708 eroberte Viktor Amadeus die Markgrafschaft Montferrat und erhielt damit den langersehnten Meereszugang auch in Ligurien. Ab 1709 erklärte sich der Herzog neutral.

### Rangerhöhung Savoyens
Mit dem Vertrag von Utrecht wurden die sogenannten Nebenlande des Königs von Spanien 1713 aufgeteilt. Dabei erhielt Savoyen-Piemont neben westlichen Randgebieten des Herzogtums Mailand das Königreich Sizilien und damit die Rangerhöhung zum König. Im Haager Vertrag (1720) kamen Karl VI. von Habsburg und Viktor Amadeus überein, die Inseln Sizilien und Sardinien zu tauschen (siehe Krieg der Quadrupelallianz), womit Letzterer König von Sardinien wurde. Die Herrscher des Hauses Savoyens trugen von da an bis zur Gründung des italienischen Königreichs den Titel Könige von Sardinien.

### Rücktritt

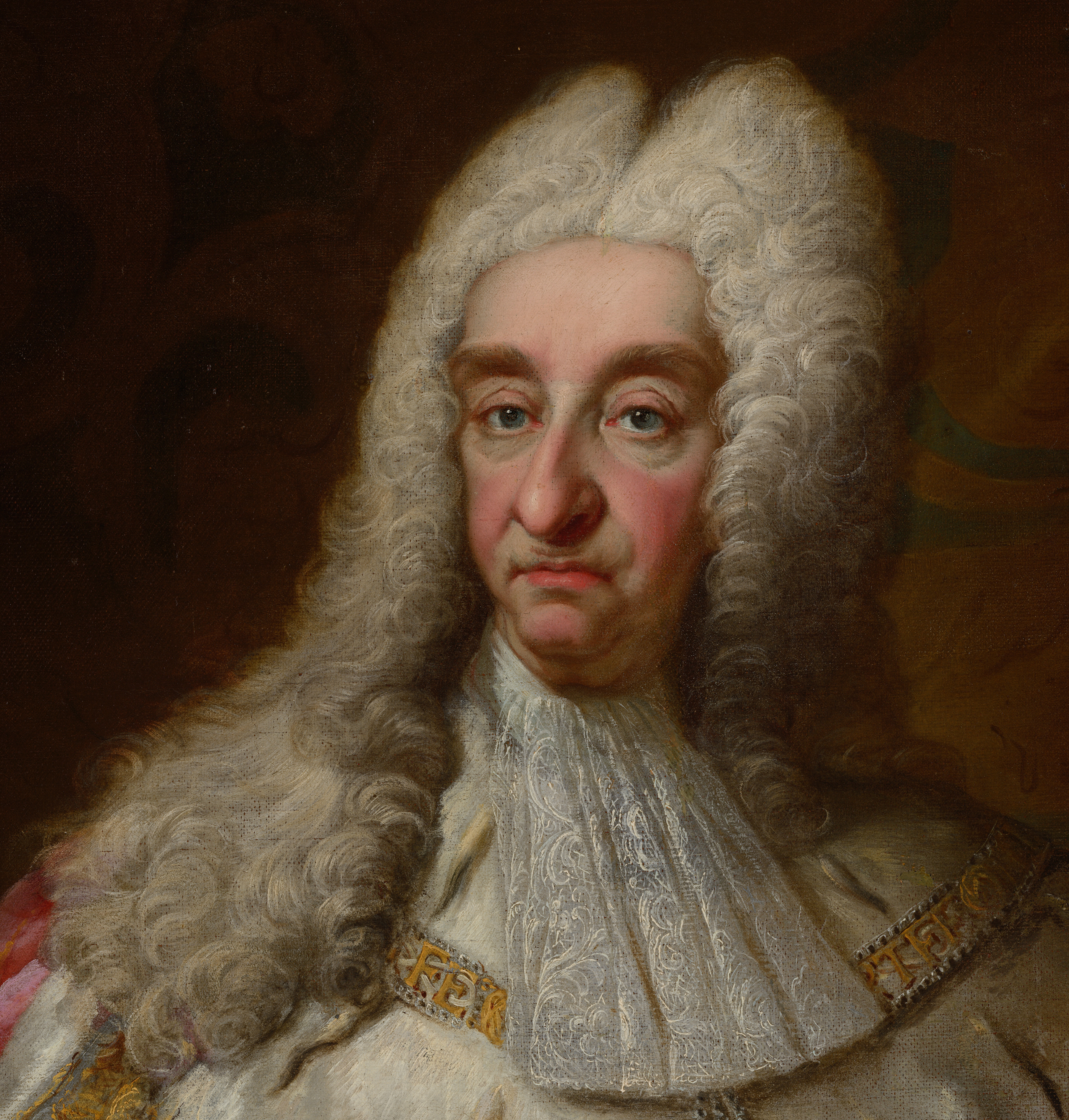
Viktor Amadeus II. 1728

Königin Anne Marie starb am 26. August 1728 in Turin, betrauert von ihrem Mann und der Bevölkerung. Viktor Amadeus ging eine zweite, morganatische Ehe mit Anna Canalis di Cumiana ein, der Tochter des ehemaligen savoyardischen Premierministers Francesco Maurizio Canalis di Cumiana. Die beiden heirateten am 2. August 1730 heimlich in der Kapelle des Turiner Königspalasts. Als Viktor Amadeus am 3. September im Castello di Rivoli offiziell zugunsten seines Sohnes Karl Emanuel abdankte, war Anna genauso überrascht wie die übrigen Mitglieder des Königshofs. Als verspätetes Hochzeitsgeschenk kaufte Viktor Amadeus ihr die Markgrafschaft Spigno, die zuvor seinem illegitimen Bruder Carlo gehört hatte, und machte Anna am 18. Januar 1731 zur Marquise von Spigno. Viktor Amadeus zog sich zunächst auf sein Schloss in Saint-Alban-Leysse bei Chambéry zurück. Zunehmend unzufriedener mit Entscheidungen, die sein Sohn in Turin fällte, entschied er sich, wieder aktiv in das politische Geschehen seines Landes einzugreifen. Mit der Begründung, die Abdankung sei nie rechtskräftig geworden und er habe seine Untergebenen auch nie von ihrem Treueid entbunden, wollte Viktor Amadeus sogar seine Abdankung für nichtig erklären. Gemeinsam mit Anna ging er im August von Chambéry über die Alpen zurück ins Piemont auf das Schloss von Moncalieri. Dort wurden sie auf Geheiß Karl Emanuels in der Nacht vom 28. auf den 29. September 1731 von einer Abteilung Grenadiere verhaftet. Während der Ex-König im Schloss von Rivoli festgesetzt wurde, brachte man Anna in die Festung von Ceva; ein überaus demütigender Akt für sie, denn die Festung wurde zu jener Zeit als Besserungsanstalt für Prostituierte genutzt. Am 11. Dezember erhielt Anna dann die Erlaubnis, Ceva zu verlassen und zu ihrem Mann nach Rivoli zu gehen. Weil Karl Emmanuel das Schloss Rivoli aber selbst nutzen wollte, ließ er das Paar am 12. April 1732 in das Schloss Moncalieri verlegen, wo Viktor Amadeus II. am 31. Oktober starb. Anna wurde sofort nach dem Tod ihres Mannes in das Kloster Sankt Joseph in Carignano geschickt, sie durfte nicht einmal an seiner Beisetzung teilnehmen.

## Ehe und Nachkommen

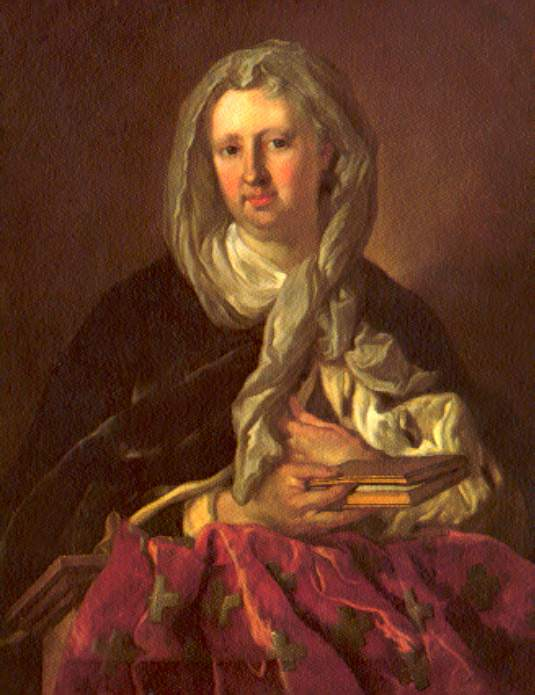
Die uneheliche Tochter Victoire Françoise (1690–1766), Mademoiselle de Suze, Fürstin von Carignan

Aus der 1684 geschlossenen Ehe mit Anne Marie d’Orléans, Tochter von Henrietta von England und Philippe von Frankreich, Herzog von Orléans, hatte Viktor Amadeus folgende Kinder:
1. Maria Adelaide von Savoyen (* 6. Dezember 1685; † 12. Februar 1712), Herzogin von Burgund ⚭ Louis de Bourbon; Mutter von Ludwig XV. von Frankreich
2. Maria Anna von Savoyen (* 14. August 1687; † 5. August 1690), Prinzessin von Savoyen;
3. Maria Luisa von Savoyen (* 17. September 1688; † 14. Februar 1714) ⚭ Philipp V. König von Spanien;
4. Vittorio Amedeo von Savoyen (* 6. Mai 1699; † 22. März 1715), Fürst von Piemont;
5. Karl Emanuel III. (* 27. April 1701; † 20. Februar 1773), König von Sardinien;
6. Emanuele Filiberto von Savoyen (* 1. Dezember 1705; † 19. Dezember 1705), Herzog von Chablais.

Zudem hatte er mit Jeanne Baptiste d’Albert de Luynes, Gräfin von Verrua, zwei uneheliche Kinder:
- Vittoria Francesca Marie Anne (* 9. Februar 1690; † 8. Juli 1766), Mademoiselle de Suze, ⚭ Viktor Amadeus I. von Savoyen, Fürst von Carignan (1690–1741)
- Vittorio Francesco (1694–1762), Marquis de Suze

## Adaption
Der Film Die Hure des Königs (1990) von Axel Corti behandelt Viktors Liebschaft mit Jeanne Baptiste d’Albert de Luynes.